# Tubifera

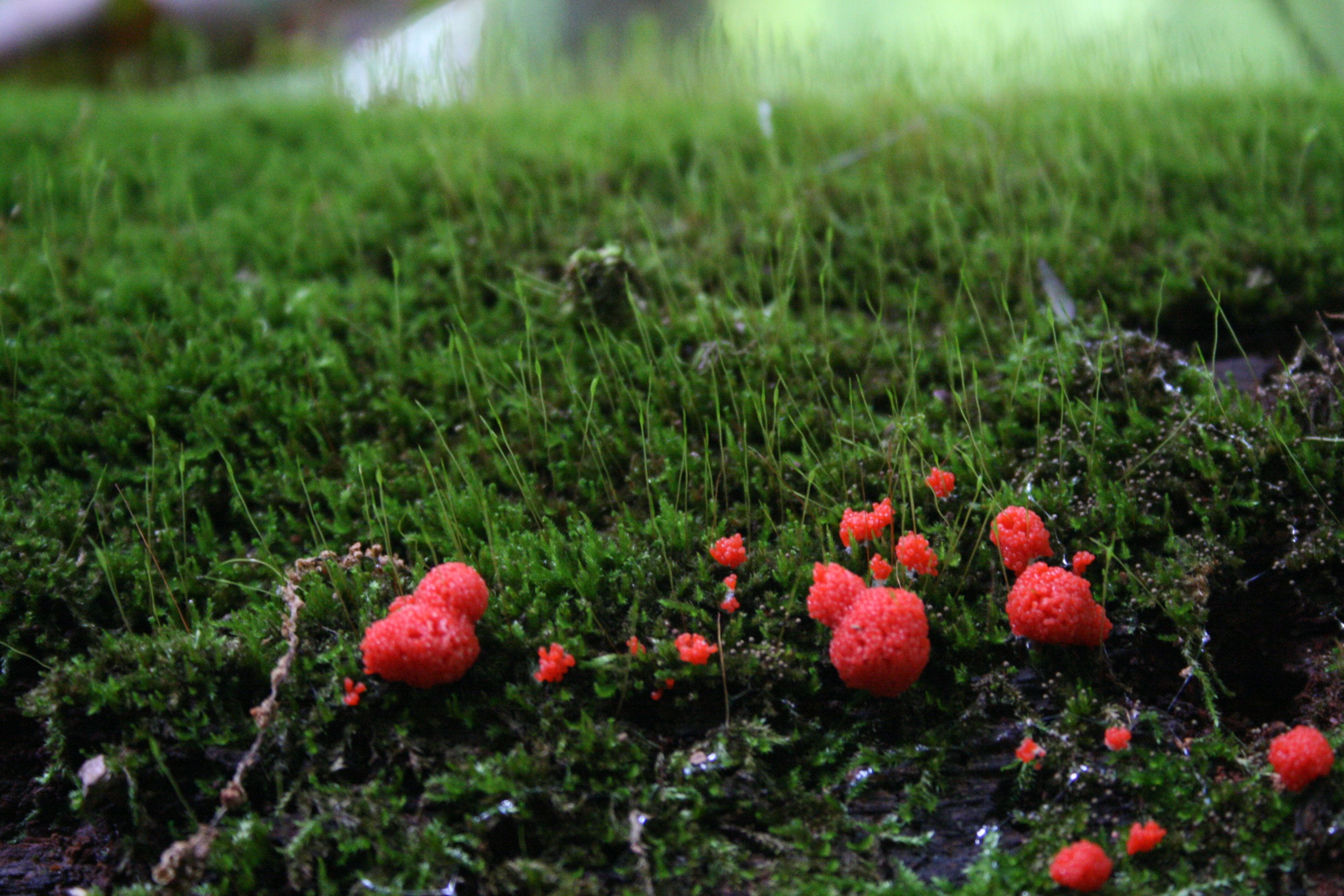
Lachsfarbene Schleimpilz (Tubifera ferruginosa), Fruktifikation auf Moos

Tubifera ist eine Gattung von Schleimpilzen aus der Gruppe der Myxogastria. Sie umfasst fünf Arten.

## Merkmale
Die Fruchtkörper sind scheinbare Aethalien aus zahlreichen, dicht aneinander gepresst stehenden Sporangien, gelegentlich finden sich auch kleinere, lockere oder gebündelt stehende Grüppchen. Die länglichen Sporangien sind ocker bis dunkelbraun, glänzen oder schimmern und öffnen sich zur Sporenabgabe am äußersten Ende.
Der Hypothallus ist schwammartig, gelegentlich zu einer stängelähnlichen, stämmigen, dunkel gefärbten Struktur erhoben oder auch, bei Tubifera bombarda, zart und filmähnlich dünn. Das häutige, einlagige Peridium ist in der unteren Hälfte überdauernd. Ein Pseudocapillitium kann fehlen oder vorhanden sein. Die Sporen sind hellgelb bis rotbraun.

## Verbreitung
Tubifera ferruginosa und Tubifera microsperma sind deutlich verbreiteter und häufiger als die anderen Arten der Gattung. Bis auf Tubifera casparyii sind alle Arten auch in den Tropen verbreitet.

## Systematik und Forschungsgeschichte
Die Gattung wurde 1873 von Józef Thomasz Rostafiński erstbeschrieben, Typusart ist die ursprünglich als eine Stemonitis-Art erstbeschriebene Tubifera ferruginosa. Die Gattung umfasst fünf Arten, darunter:
- Tubifera ferruginosa
- Tubifera microsperma
- Tubifera casparyii
- Tubifera bombarda

## Nachweise
Fußnoten direkt hinter einer Aussage belegen die einzelne Aussage, Fußnoten direkt hinter einem Satzzeichen den gesamten vorangehenden Satz. Fußnoten hinter einer Leerstelle beziehen sich auf den kompletten vorangegangenen Absatz.
1. 1 2 3 4  Marie L. Farr: Myxomycetes. In: Flora Neotropica. Band 16. The New York Botanical Garden, New York 1976, ISBN 0-89327-009-1, S. 101.
2. ↑  Michael J. Dykstra, Harold W. Keller: Mycetozoa In: John J. Lee, G. F. Leedale, P. Bradbury (Hrsg.): An Illustrated Guide to the Protozoa. Band 2. Allen, Lawrence 2000, ISBN 1-891276-23-9, S. 977 (englisch).